# انتشارات سینت مارتین
انتشارات سینت مارتین ناشری است که در ساختمان فلت‌آیرن در نیویورک واقع شده. از بزرگ‌ترین ناشران به انگلیسی محسوب می‌شود.